# 褶盘藻属
褶盘藻属（学名：Ptychodiscus）为褶盘藻科的一个属。

## 下级分类
本属包括以下物种：
- Ptychodiscus noctiluca F.Stein